# 團三郎狸

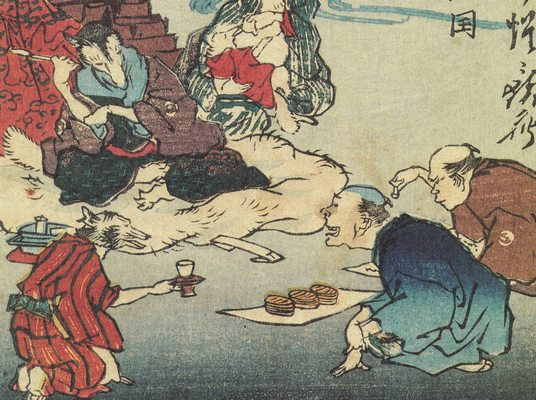
河鍋暁斎畫『狂斎百図』中的「佐渡國同三狸」。團三郎狸（左上）將金錢借貸給商人。

團三郎狸（団三郎狸，だんざぶろうだぬき）是新潟縣佐渡郡相川町（現在的佐渡市）傳說中的會變化的狸。佐渡地區也將狸稱為狢，故它也名作團三郎狢（だんざぶろうむじな） 。 浮世繪中其也名為同三郎。和淡路島的芝右衛門狸以及香川縣的屋島的禿狸並稱日本三大名狸。 

## 概要
其為佐渡的狸的總大將，晚上會變成牆壁阻在路上戲弄人，可以變幻出海市蜃樓，會將樹葉變成金子，向商人買東西。 會將自己的洞穴幻化為華麗的大屋用以招待人類 。有時會變化成醫生到人間為人治病 。
現在團三郎在下戸村被祭祀為岩大明神，信徒雲集 。

## 腳註
1. ↑  京極夏彥・多田克己編著『暁斎妖怪百景』 國書刊行會、1998年、46頁。 ISBN 4-336-04083-4。
2. 1 2 3 4 5 6  村上健司編著『妖怪事典』 毎日新聞社、2000年、216頁。 ISBN 4-620-31428-5。
3. 1 2  『暁斎妖怪百景』 129頁
4. ↑  /nishikie_04_9.htm 狸の戯 （页面存档备份，存于） （日本銀行金融研究所 （页面存档备份，存于）內）
5. ↑  屋島太三郎狸〈蓑山大明神〉 （页面存档备份，存于） （~yashima/ 四國霊場第84番南面山千光院屋島寺 （页面存档备份，存于）內） 2008年8月15日閲覧。
6. 1 2  多田克己 『幻想世界の住人たちIV 日本編』 新紀元社、1990年、241-243頁。 ISBN 4-915-14644-8。
7. ↑  佐渡のたぬき （页面存档备份，存于） （[http: //www.e-sadonet.tv/ 佐渡テレビジョン]內）